# Angelica Seithe

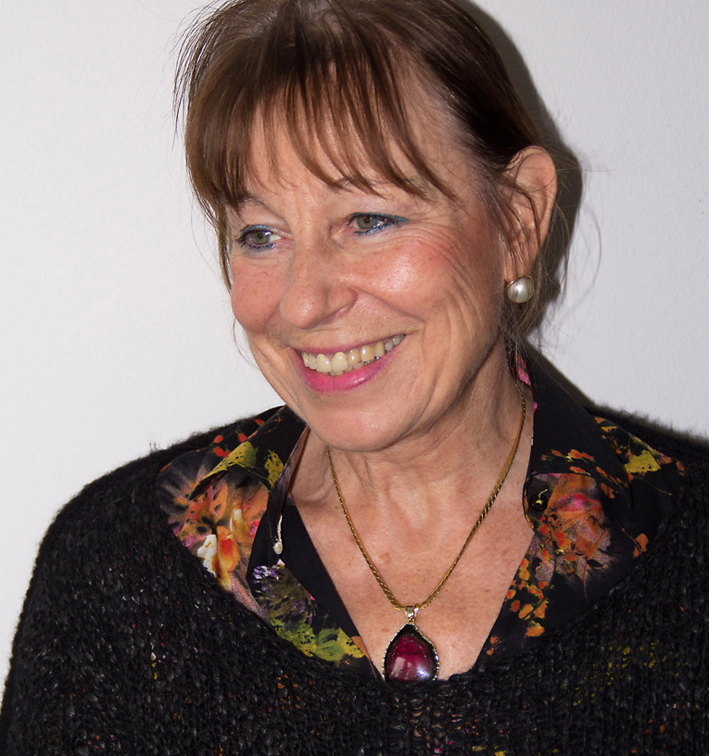
Angelica Seithe, 2014

Angelica Seithe, auch Angelica Seithe-Blümer, (* 4. Juli 1945 in Bad Lauterberg im Harz) ist eine deutsche Psychologin, Psychotherapeutin und Lyrikerin.

## Leben
Angelica Seithe studierte von 1966 bis 1971 Psychologie an der Westfälischen Wilhelms-Universität Münster und schloss mit dem Diplom ab. Es folgte eine tiefenpsychologische Ausbildung u. a. am Psychoanalytischen Institut Gießen. Von 1973 bis 2010 leitete sie das Berthold-Martin-Haus, ein psychotherapeutisches Wohnheim für Jugendliche und junge Erwachsene in Gießen und nahm seit 1982 am Institut für Imaginative Psychotherapie in Göttingen (AGKB) Lehr- und Fortbildungstätigkeiten wahr. Sie veröffentlichte zahlreiche Artikel, die sich mit dem Krankheitsbild der Anorexia nervosa, der Imagination in der Psychotherapie, aber auch mit Fragen zu Sprache und Kreativität befassen.
Parallel schreibt Seithe Lyrik und Kurzprosa. Ihre Texte sind sowohl als Einzeltitel als auch in literarischen Zeitschriften und Anthologien erschienen u. a. in Am Erker, Das Gedicht, Der Dreischneuß, erostepost, Keine Delikatessen, Signum, Sinn und Form, Sommergras, auf fixpoetry.de und im Rundfunk (hr2-Kultur).

## Belletristische Publikationen
- Schilflichtung. Gedichte. Bläschke, St. Michael 1981, ISBN 3-7053-1527-7.
- Wenn die Treppen aus den Fenstern steigen. Edition Literarischer Salon, Gießen 1988. 2. Auflage 1990, ISBN 3-88349-366-X.
- Inner Courtyards / Innenhöfe. API, Perth 1992, ISBN 0-646-07549-7.
- Licht bei geschlossenen Augen / Light With Closed Eyes. Gedichte/Poems. API, Perth 1993, ISBN 0-646-13719-0.
- Manchmal rote Dächer. Gedichte und Erzählungen / Sometimes Red Roofs. Poems and Stories. API, Perth 1997, ISBN 0-646-30829-7.
- Brombeerhimmel. Gedichte. Demand-Verlag, Waldburg 2005, ISBN 3-935093-43-8.
- Über der strömenden Zeit. Gedichte. Neues Literaturkontor, Münster 2009, ISBN 978-3-920591-93-3.
- Berührungen. Kurzgeschichten. Sonderpunkt Verlag, Münster 2013, ISBN 978-3-95407-027-5.
- Regenlicht. Gedichte. Neues Literaturkontor, Münster 2013, ISBN 978-3-9815731-2-1.
- Im Schatten der Äpfel. Ausgewählte Gedichte. edition offenes feld, Dortmund 2016, ISBN 978-3-7412-3850-5.
- Solange wir bleiben im Licht. Neue Gedichte. edition offenes feld, Dortmund 2020, ISBN 978-3-7528-1351-7.
- Herbstlichtung. Gedichte. edition offenes feld, Dortmund 2025, ISBN 978-3-8192-2706-6.

## Fachpsychologische Publikationen (Auswahl)
- Psychotherapie des Falles einer chronischen Anorexia nervosa mit dem Katathymen Bilderleben. In: H. Leuner, O. Lang (Hrsg.): Psychotherapie mit dem Tagtraum. Katathymes Bilderleben. Ergebnisse II. Hans Huber Verlag, Bern 1982, ISBN 3-456-81180-2, S. 229.
- Die Rolle der Imagination im Rahmen kreativer Prozesse. In: L. Kottje-Birnbacher, Ulrich Sachsse, E. Wilke (Hrsg.): Imagination in der Psychotherapie. Huber, Bern 1997, ISBN 3-456-82868-3, S. 66.
- Die Verwendung von Sprachbildern in der Katathym-imaginativen Psychotherapie. In: L. Kottje, Ulrich Sachsse, E. Wilke (Hrsg.): Imagination in der Psychotherapie. Huber, Bern 1997, ISBN 3-456-82868-3, S. 96.
- Die Rolle des Bildes bei der verbalen Kommunikation von Gefühlen. In: H. Salvisberg, M. Stigler, V. Maxeiner (Hrsg.): Erfahrung träumend zur Sprache bringen. Huber, Bern 2000, ISBN 3-456-83497-7, S. 49.
- Die wechselseitigen Verbindungen von Körpererleben und Imagination. In: Imagination. 2/2002, S. 78, ISSN 1021-2329
- Die Bedeutung guter innerer Objekte für Entwicklung und Therapie. In: M. Bürgi-Kraus, L. Kottje-Birnbacher, I. Reichmann, E. Wilke (Hrsg.): Entwicklung in der Imagination – Imaginative Entwicklung. Pabst Science Publishers. Lengerich 2008, ISBN 978-3-89967-460-6, S. 97.
- Katathym-imaginative Psychotherapie. In: Hans Müller-Braunschweig, N. Stiller: Körperorientierte Psychotherapie. Springer Medizin Verlag, Heidelberg 2009, ISBN 978-3-540-88803-1, S. 231.
- Zur Entstehung der verzerrten Körperwahrnehmung bei Magersuchtpatienten aus objekttheoretischer Sicht: Wo liegt die heilende Chance der Imagination? In: L. Kottje-Birnbacher, Ulrich Sachsse, E. Wilke (Hrsg.): Psychotherapie mit Imaginationen. Hans Huber Verlag. Bern 2010, ISBN 978-3-456-84794-8, S. 251.
- Die Geburt der Metapher. Zur Psychologie ihrer Entstehung. In: Imagination. 1–2, 2012, S. 235, ISSN 1021-2329
- Die Themenschwerpunkte der Essgestörten und ihre Bearbeitung mit Hilfe der Imagination. . In: Imagination. 4, 2014, S. 28, ISSN 1021-2329
- Kreativität – Rausch und Disziplin. Zur Psychologie kreativer Menschen und ihrer Gestaltungsprozesse. In: Imagination. 1, 2016, S. 5, ISSN 1021-2329
- In Begleitung des inneren Therapeuten – Erfahrungen mit dem Eigen-KB. In: Imagination. 3–4, 2018, S. 256, ISSN 1021-2329
- Wort, Gefühl und Imagination. Wenn Sprache Gefühle erzeugt. In: Imagination. 3–4, 2018, S. 132, ISSN 1021-2329

## Auszeichnungen (Auswahl)
- 1998: Finalistin beim Lyrikwettbewerb der GEDOK-Rhein-Main-Taunus
- 2009: Sonderpreis Lyrik beim Nordhessischen Autorenpreis
- 2012: Preisträgerin des Hildesheimer Lyrik-Wettbewerbs (Jurypreis)
- 2014: Preisträgerin beim Wettbewerb des Hamburger-Haiku-Verlags (2. Preis)
- 2014: Preisträgerin des Hildesheimer Lyrik-Wettbewerbs (Jurypreis & 1. Platz Teilnehmer-Voting)
- 2018: Literaturpreis Harz (1. Preis, Kategorie Lyrik)[3]
- 2022: Haiku-Preis 2022 (Erste Preis-Kategorie)[4]